# L'angelo sterminatore
L'angelo sterminatore (El ángel exterminador) è un film del 1962 scritto e diretto da Luis Buñuel.

## Trama
Dopo una serata a teatro, una famiglia dell'alta borghesia invita nel proprio palazzo alcuni ospiti per una cena. La servitù, nonostante i numerosi invitati, se ne va, a parte il maggiordomo. Iniziano ad accadere fatti insoliti: il maggiordomo inciampa con la prima portata, anche se tutti inizialmente pensano a uno scherzo; senza motivo apparente, un posacenere viene improvvisamente lanciato contro una finestra; un orso e un gregge di pecore passeggiano indisturbati nel palazzo; dalla borsetta di una signora spuntano due zampe di gallina. Finita la cena, gli invitati si riuniscono in salotto per conversare e ascoltare la musica suonata da un'invitata al pianoforte. Nonostante arrivino le quattro del mattino, nessuno sembra volersi congedare e, senza che nessuno ne parli, gli ospiti trascorrono la notte nel salotto.
Il mattino dopo, quando ormai gli invitati decidono di andarsene, si rendono conto che non riescono ad attraversare la porta, nonostante sia aperta. Il nervosismo e la tensione aumentano. Uno degli ospiti muore e il cadavere viene nascosto in un armadio. Il tempo trascorre e anche dall'esterno della casa i tentativi per entrare falliscono uno dopo l'altro. Gli ospiti, sorpresi dai bisogni primari tra cui la fame e la sete, iniziano a sentirsi addosso il peso dei giorni e della frustrazione: iniziano così i litigi e le accuse. L'atmosfera è talmente surreale che quando un gregge di pecore attraversa la sala, nessuno ci trova niente di anormale. Sarà Letitia a trovare il modo per uscire, cioè rimettersi nella posizione in cui si trovavano all'inizio della serata. Usciti dal palazzo si riuniscono tutti in chiesa, ma quando fanno per uscire, non ci riescono. Un altro gregge di pecore entra in chiesa mentre la polizia, all'esterno, disperde una folla di manifestanti.

## Riferimenti culturali
Nel film Midnight in Paris il protagonista, Gil, suggerisce una storia su degli invitati, che arrivano a una cena e non riescono ad andarsene, a un perplesso Buñuel (interpretato da Adrien de Van), il quale chiede "Ma perché non riescono ad andarsene? Non capisco".

## L'opera e la censura
Le tematiche sociologiche espresse da Buñuel, tratte da un soggetto di José Bergamín che sosteneva essere ispirato all'Apocalisse di Giovanni, sono in stile onirico e surreale, a indicare le assurdità eccentriche della classe borghese reazionaria, aristocratica e clericale, e pertanto proprio a indicare la perdizione di tutto il genere umano, bloccato e paralizzato nell'anima, prigioniero soprattutto delle sue stesse istituzioni. Secondo l'idea "iniziale" di Buñuel e Luis Alcoriza si trattava di descrivere e rappresentare surrealisticamente il naufragio psicologico di un'intera classe sociale, la borghesia, e proprio per questo l'opera inizialmente si doveva intitolare Los naufragos de la calle Providencia.
Da trenta anni di esilio in Messico e dopo aver appena realizzato il film Viridiana censurato dal regime franchista, il sessantenne Buñuel regala al suo Paese un'altra opera di decisa e alta critica nei confronti dell'ordine costituito, sbeffeggiando i riti e le usanze della borghesia. Ma il surrealista Buñuel colora il bianco e nero del suo famoso operatore Gabriel Figueroa con i toni della suggestione e della drammaticità.

## Riconoscimenti
- 1962 - Festival di Cannes
  - Premio FIPRESCI